# Haliclona arenata
Haliclona arenata är en svampdjursart som beskrevs av Griessinger 1971. Haliclona arenata ingår i släktet Haliclona och familjen Chalinidae. Inga underarter finns listade i Catalogue of Life.